# Les Diableries

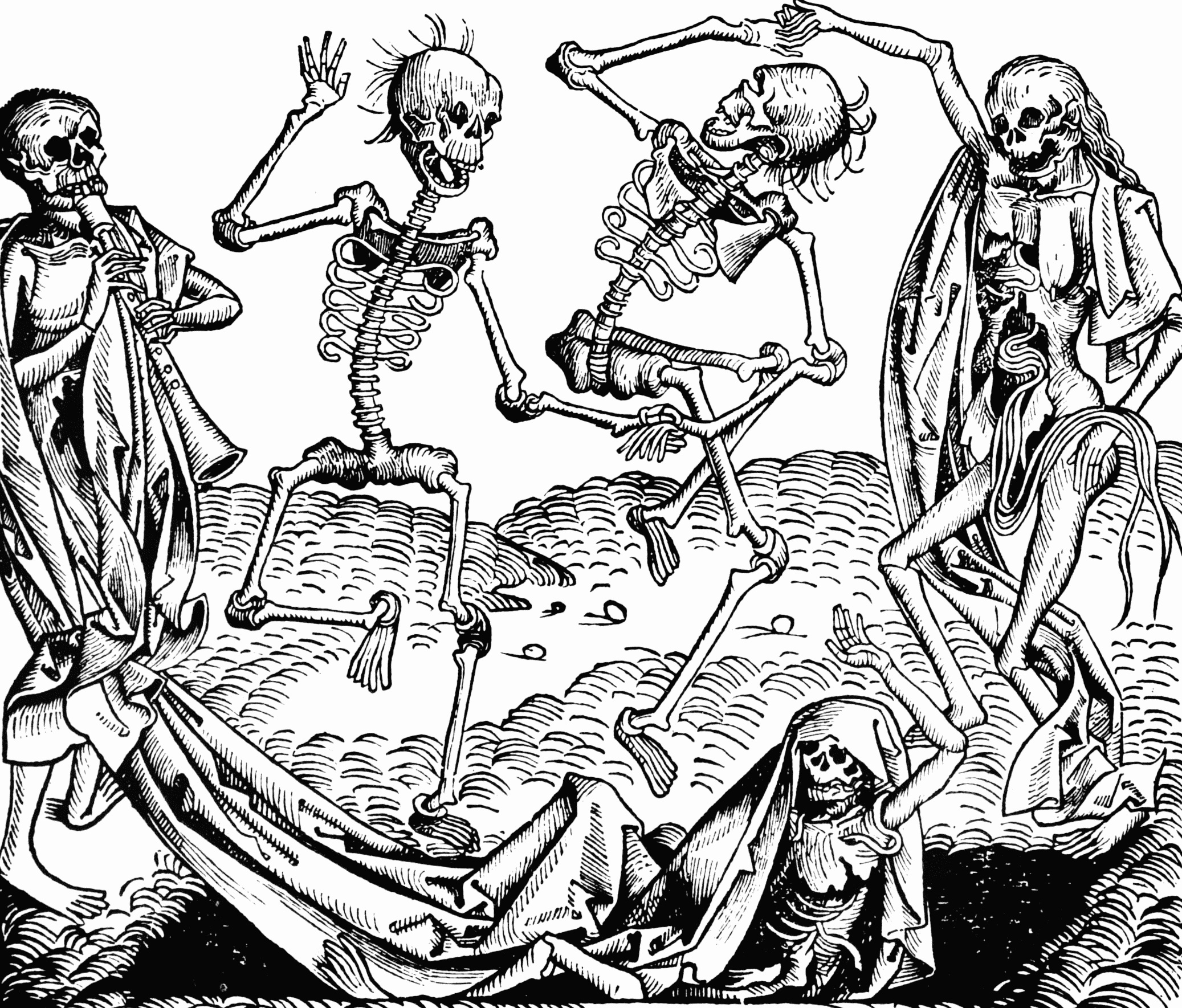
illustration de Hartmann Schedel (1440-1514)

Les Diableries est une série de photographies de sculptures réalisées en argile, représentant le quotidien de Satan en Enfer. Réalisée au XIXe siècle, cette œuvre parodique critique le régime de Napoléon III ainsi que les mœurs des classes sociales les plus aisées de cette époque, jugées trop dévergondées. Initialement ces photos, qui mettent essentiellement en scène des squelettes accompagnant Satan, devaient être observées en relief au moyen d'un stéréoscope.

## Origines auXIXesiècle
Alors que les photos à observer au stéréoscope étaient à la mode au XIXe siècle, la première série de Diableries parut en 1860. Le sculpteur Louis Alfred Habert, associé avec le photographe François Benjamin Lamiche, fut le principal sculpteur impliqué dans Les Diableries. Mais Pierre Adolphe Hennetier et Louis-Edmond Cougny ont également contribué à l'œuvre. Pierre Adolphe Hennetier contribue peu après à une autre série stéréoscopique d'inspiration démoniaque, Le Sabbat rouge, réalisée par le photographe Jules Raudnitz.

## Redécouverte auXXesiècle
Les Diableries semblent avoir été ensuite oubliées jusqu'à ce que Jac Remise, collectionneur d'antiquités, achète au marché aux puces une collection d'images représentant Les Diableries. Ignorant alors l'origine de ces images, il publia en 1978 un livre pour les faire connaître au grand public.

## Anecdotes
Brian May, guitariste britannique du groupe de rock Queen, est un amateur de stéréoscopie. Il s'est intéressé en particulier aux Diableries.